# Ales
Ales (Abas in sardo) è un comune italiano di 1 228 abitanti della provincia di Oristano in Sardegna, nella regione storica della Marmilla. Ha una sola frazione: Zeppara. È il paese natale di Antonio Gramsci.

## Geografia fisica
Ales è un comune della Sardegna centrale, situato ai piedi del monte Arci. Il particolare territorio ha permesso di rivestitire un ruolo determinante nell'economia della Marmilla.

## Storia
L'area fu abitata già dalla preistoria, per la presenza sul territorio di alcuni nuraghi.
Sede di diocesi (è una delle più piccole sedi vescovili d'Italia), nel medioevo appartenne al Giudicato di Arborea e fece parte della curatoria di Parte Usellus, della quale fu capoluogo dopo Usellus. Alla caduta del giudicato (1420) entrò a far parte del Marchesato di Oristano. Dopo la definitiva sconfitta degli arborensi nel 1478, passò sotto il dominio aragonese, e il paese fu incorporato nell'Incontrada di Parte Usellus, diventando un feudo dei Carroz. Gli aragonesi vi edificarono il castello di Barumele, che fu abbandonato nel XVI secolo e di cui restano alcuni ruderi. Nel 1603 il feudo fu incorporato nel Marchesato di Quirra, feudo dei Centelles e poi degli Osorio, ai quali fu riscattato nel 1839 con la soppressione del sistema feudale, per cui divenne un comune amministrato da un sindaco e da un consiglio comunale.

### Antonio Gramsci
Il paese è noto per aver dato i natali il 22 gennaio 1891 ad Antonio Gramsci, che qui trascorse i primissimi anni di vita prima di trasferirsi brevemente a Sorgono e poi per circa tredici anni a Ghilarza. Il luogo preciso dove nacque Gramsci si pensò a lungo fosse una casa in corso Cattedrale mentre solo attorno al 2019 si appurò essere stato invece un altro edificio utilizzato come asilo per l'infanzia.

### Simboli
Lo stemma del comune di
Ales è stato concesso con decreto del presidente della Repubblica del 25 ottobre 1950.
Il gonfalone è un drappo partito di bianco e di rosso.

## Monumenti e luoghi d'interesse

### Architetture religiose

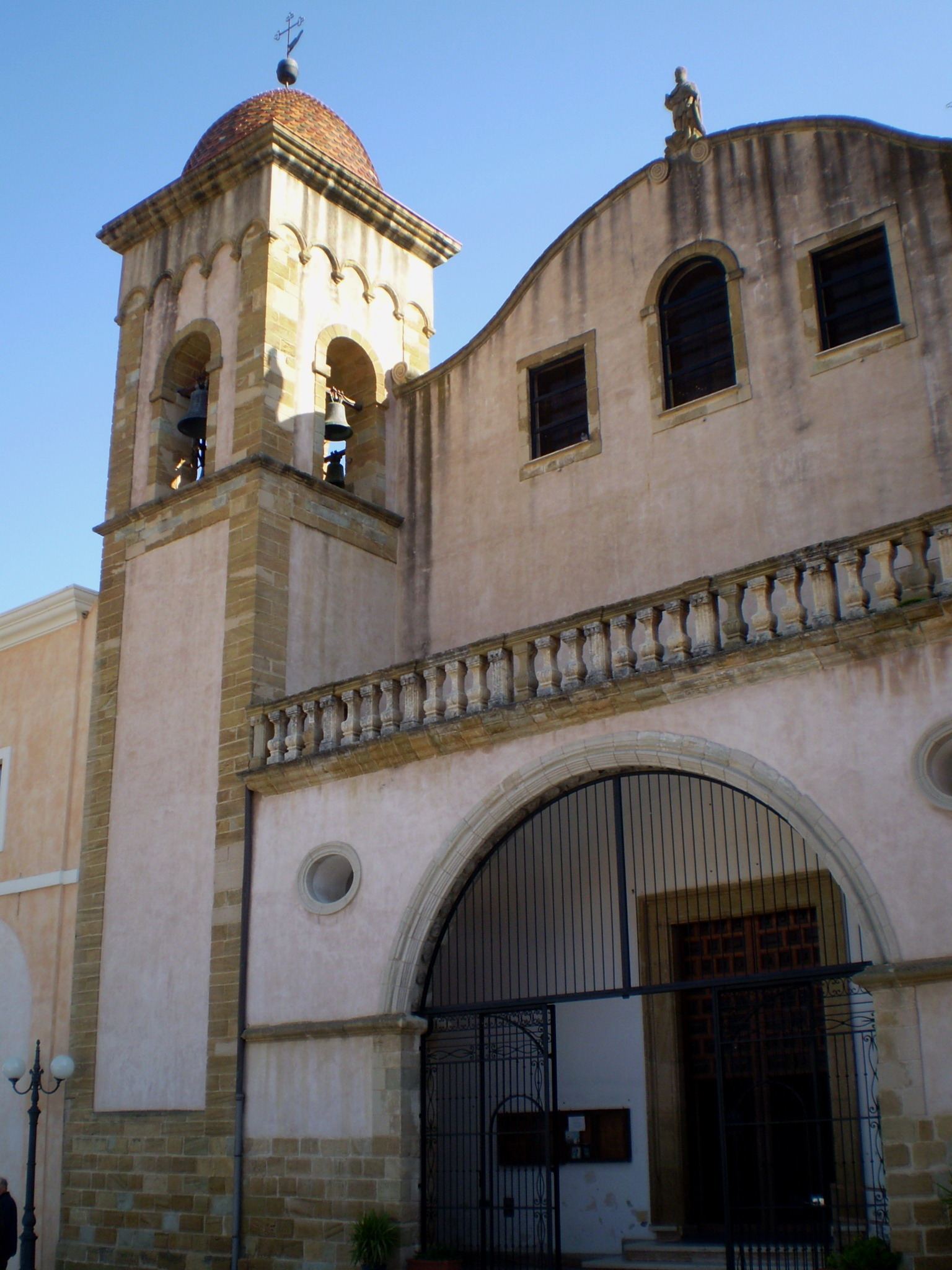
Cattedrale di Ales

- Cattedrale dei Santi Pietro e Paolo
- Chiesa di Santa Maria
- Chiesa di San Sebastiano
- Palazzo Vescovile

### Architetture civili
- Piazza Gramsci è una piazza di forma triangolare. È stata dedicata ad Antonio Gramsci, nativo di Ales. In effetti fu ideata e realizzata dallo scultore Giò Pomodoro, quale monumento intitolato Piano d'uso collettivo. Il monumento è composto da un piano in pietra con inserite varie figure che richiamano episodi della vita travagliata di Gramsci e fu inaugurato dal presidente della Camera Pietro Ingrao, il 1º maggio 1977, per celebrare il quarantennale della morte del filosofo, avvenuta il 27 aprile 1937. Su alcune delle pietre sono riportate alcune parole in sardo: sa terra ("la terra"), s'agua ("l'acqua"), su fogu ("il fuoco"), sa pedra ("la pietra"), su soli ("il sole"), sa luna ("la luna"), sa roda ("la ruota").

### Architetture militari
- Castello di Barumele

### Altri monumenti
- Nuraghe Gergui
- Nuraghe Pranu Espis

## Società

### Evoluzione demografica
Abitanti censiti

### Lingue e dialetti
La variante del sardo parlata ad Ales è il campidanese occidentale.

### Istituzioni, enti e associazioni
- Associazione Casa Natale Antonio Gramsci, in corso Cattedrale.[11] La sede dell'associazione sembra tuttavia non essere la casa dove nacque Antonio Gramsci perché ricerche condotte nel secondo decennio del XXI secolo hanno individuato tale edificio nell'ex asilo gestito da suore[senza fonte]. La vicenda di questo falso storico iniziò nel 1947 con la lapide posta per errore sulla sede dell'associazione (che fu anche Casa del Fascio durante il ventennio) da Palmiro Togliatti, allora segretario del Partito Comunista Italiano.[12]

## Cultura

### Istruzione

#### Musei
- Museo del giocattolo tradizionale della Sardegna ubicato nella frazione di Zeppara
- Museo di cinefotografia
- Museo diocesano di arte sacra - Cattedrale di Ales

## Amministrazione
| Periodo        | Periodo        | Primo cittadino | Partito                                    | Carica  | Note   |
| -------------- | -------------- | --------------- | ------------------------------------------ | ------- | ------ |
| 10 giugno 2018 | 29 maggio 2023 | Francesco Mereu | Lista civica "Democrazia e partecipazione" | Sindaco | [ 13 ] |
| 29 maggio 2023 | in carica      | Francesco Mereu | Lista civica "Democrazia e partecipazione" | Sindaco | [ 14 ] |